# Ávine
Ávine, pseudonimo di Ávine Júnior Cardoso (Aimorés, 21 febbraio 1988), è un ex calciatore brasiliano, di ruolo difensore.

## Carriera

### Club
Ha iniziato la sua carriera da calciatore professionista nelle giovanili del Bahia fino al 2006, anno del debutto in prima squadra. Nel 2009 viene mandato in prestito per sei mesi al Santo André per fare esperienza e giocare da titolare. Una volta scaduto il prestito, ritorna nella squadra che lo ha lanciato calcisticamente diventando capitano e titolare inamovibile dei Tricolor e prolungando il contratto fino al 2013.

### Nazionale
Tra il 2004 e il 2005 ha collezionato varie presenze con la nazionale Under-17 brasiliana.

## Palmarès

### Club

#### Competizioni statali
- Campionato Baiano: 3

Bahia: 2012, 2014, 2015